# Яна Войтекова
Яна Войтекова (словац. Jana Vojteková; нар. 12 серпня 1991, Трнава, Чехословаччина) — словацька футболістка, захисниця німецького «Фрайбург» та національної збірної Словаччини.

## Клубна кар'єра

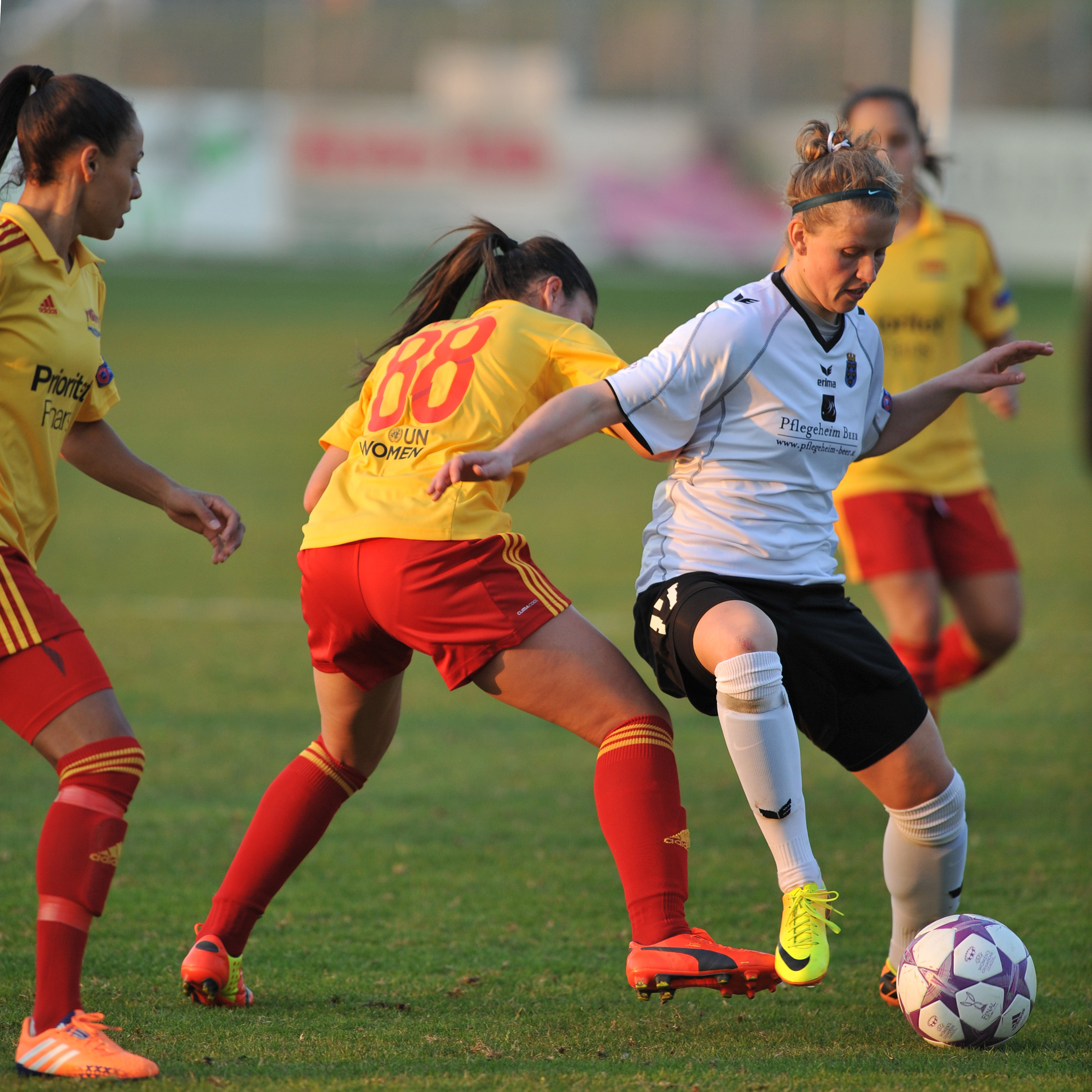
Яна Войтекова в матчі жіночої Ліги чемпіонів УЄФА 2013/14 у футболці «Нойленгбаха» проти шведської команди «Тиреше».

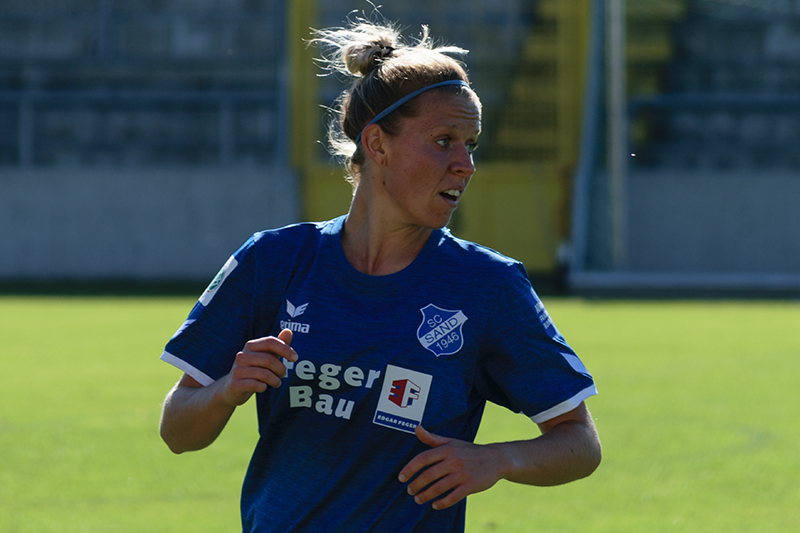
Яна Войтекова у футболці «Санда» (2017).

Після навчання в юнацькій академії МТК (Леопольдов), де й розпочала дорослу футбольну кар'єру. У 2006 році перейшла в «Слован Душло» (Шаля) з Першої ліги Словаччини. Виступала в команді до літа 2012 року, разом з якою двічі вигравала чемпіонат Словаччини та один національний кубок. Завдяки вдалим виступам у національних змаганнях, 9 серпня 2007 року дебютувала в кваліфікаційному раунді жіночого Кубку УЄФА 2007/08в програному (0:12) поєдинку проти французького «Олімпіка Ліона».
Протягом наступного літнього трансферного ринку оформив свій перехід до чинного чемпіона братиславського «Словану». З братиславським клубом залишаdся лише в сезоні 2012/13 років, також виступала жіночій Лізі чемпіонів УЄФА. У лізі команда поступилася Уніону (Нове Замки), але виграв Кубок Словаччини 2013 року, але шлях до Ліги чемпіонів вже перерваний на попередніх етапах.
Влітку 2013 року вперше виїхала до закордонного чемпіонату, австрійського, після досягнення домовленості з чинним чемпіоном Нойленгбахом на майбутній сезон. У своєму дебютному сезоні за команду з округу Санкт-Пельтен виграла чемпіонат Австрії.
Під час літнього трансферного ринку 2015 року разом зі своєю співвітчизницею Домінікою Шкорванковою переїхав у «Санд» з Бундесліги, найвищому рівні німецької ліги. Хоча команда не змогла вибратися з дна турнірної таблиці, посівши 9 місце у Бундеслізі 2015/16 років та 8-ме у 2016/17 роках, у перші два сезони Санд вийшов у фінал Кубку Німеччини, зазнавши поразки в обох випадках від «Вольфсбурга» з рахунком 1:2.
У 2019 році перейшла до «Фрайбурга», з яким підписала 2-річний контракт.

## Кар'єра в збірній
Яна Войтекова розпочала викликатися Словацькою федерацією футболу до юнацьких збірних команд, спочатку у складі дівочої збірної (WU-17), а в 2006 році перейшла до жіночої молодіжної збірної країни (WU-19). У футболці молодіжної збірної Словаччини дебютувала 26 вересня 2006 року в кваліфікації чемпіонату Європи 2007 року в програному (0:4) поєдинку проти одноліток з Ірландії.
З 2010 року приєдналася до національної збірної Словаччини, виступала в кваліфікації чемпіонату Європи 2013 у Швеції, 2017 у Нідерландах та 2022 в Англії, а також у кваліфікації чемпіонату світу 2011 в Німеччині та 2019 в Франції, але ще не встиг пройти кваліфікацію до фінального етапу.

## Досягнення
«Слован Душло» (Шаля)
- Чемпіонат Словаччини
  -  Чемпіон (2): 2006/07, 2007/08

- Кубок Словаччини
  -  Володар (1): 2009/20

«Слован» (Братислава)
- Кубок Словаччини
  -  Володар (1): 2012/13

«Нойнленгбах»
- Бундесліга Австрії
  -  Чемпіон (1): 2013/14